# Mercedes-Benz Axor
Mercedes-Benz Axor (Мерседес-Бенц Аксор) — популярне в Європі сімейство вантажних автомобілів компанії Mercedes-Benz повною масою від 18 до 28 тон побачило світ наприкінці 2001 року як спрощена модель на базі Actros.

## Опис

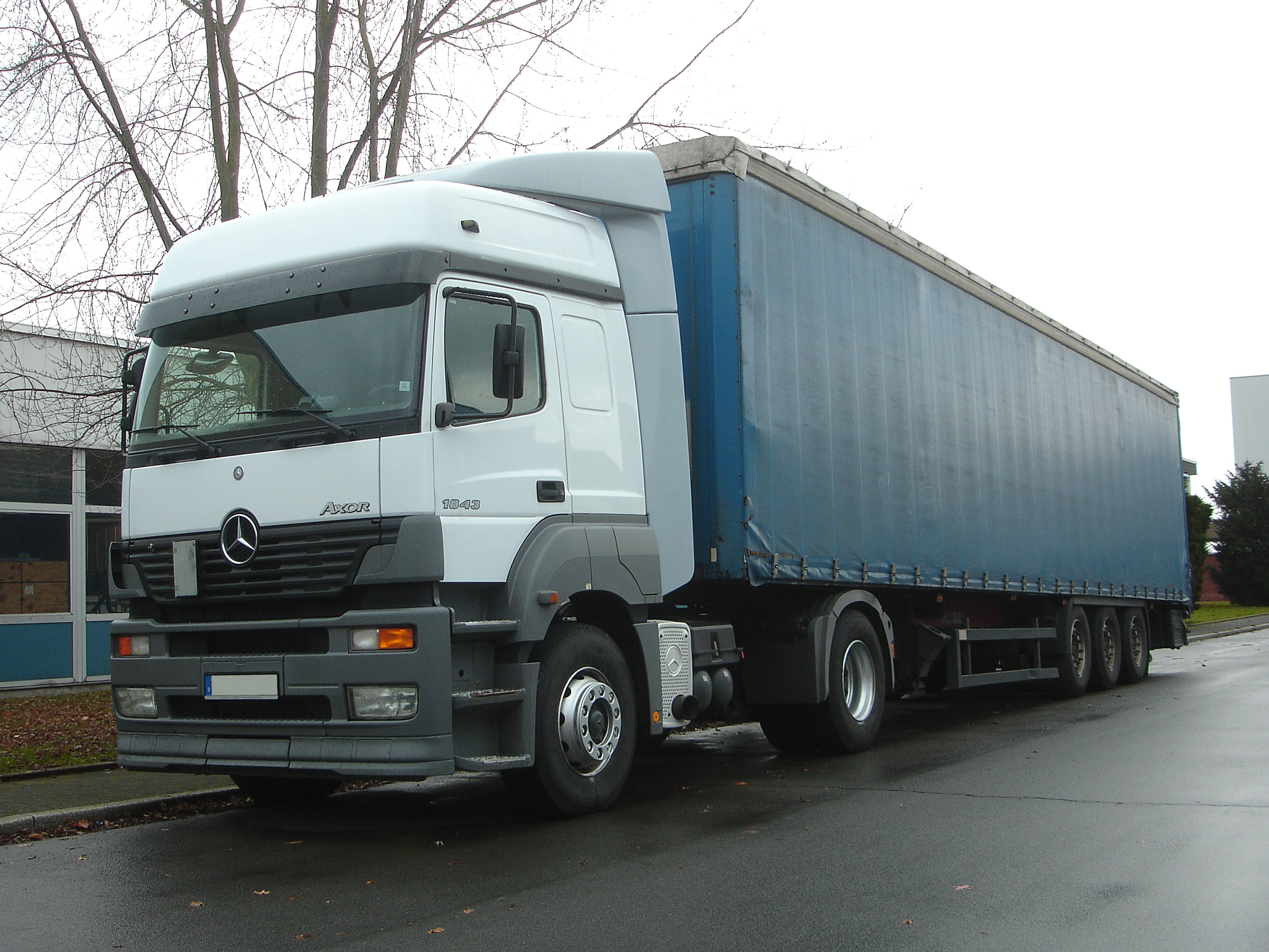
Mercedes-Benz Axor 1843 LS
(2001-2004)

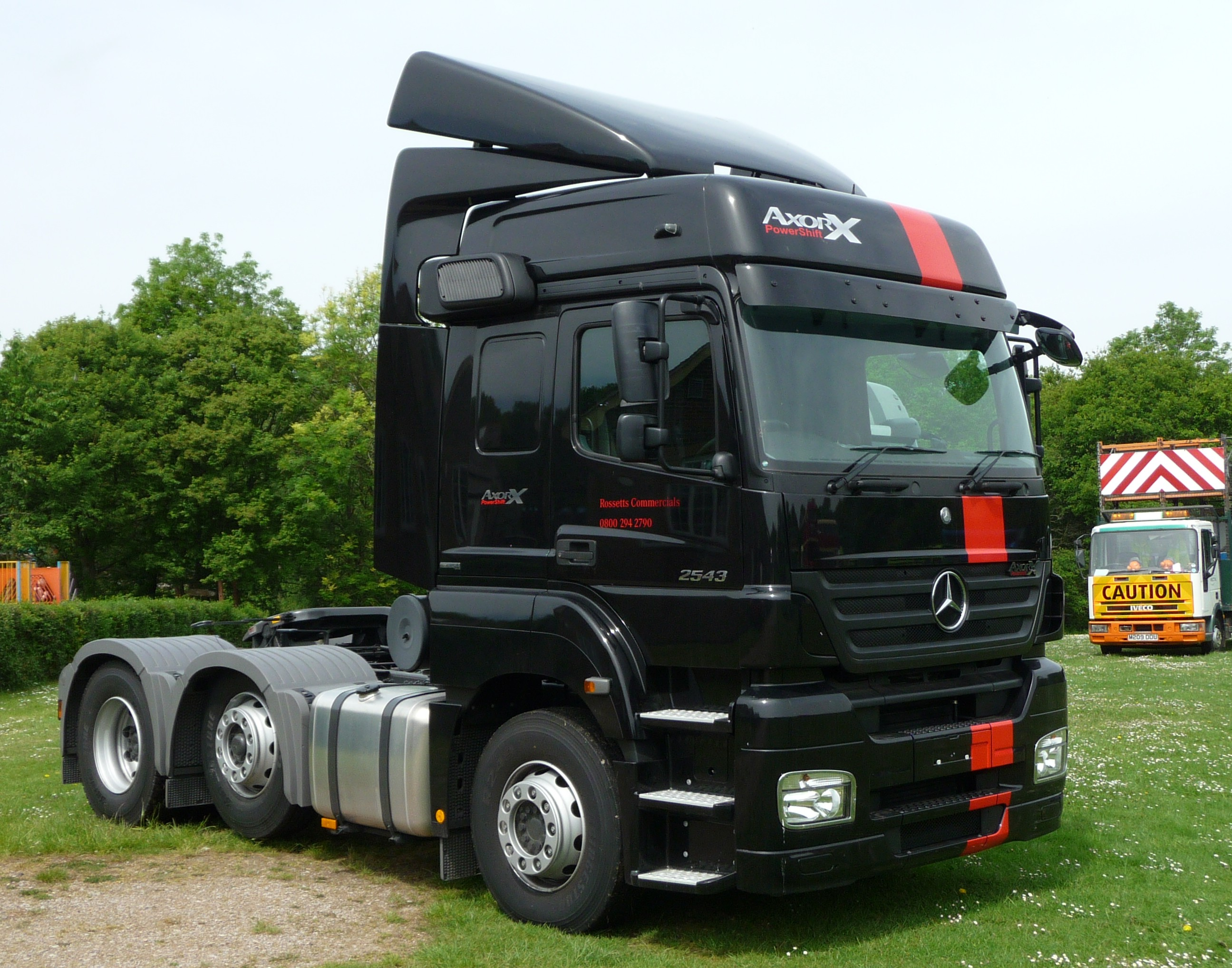
Mercedes-Benz
Axor 2543 LS 6x2 (2004-2011)

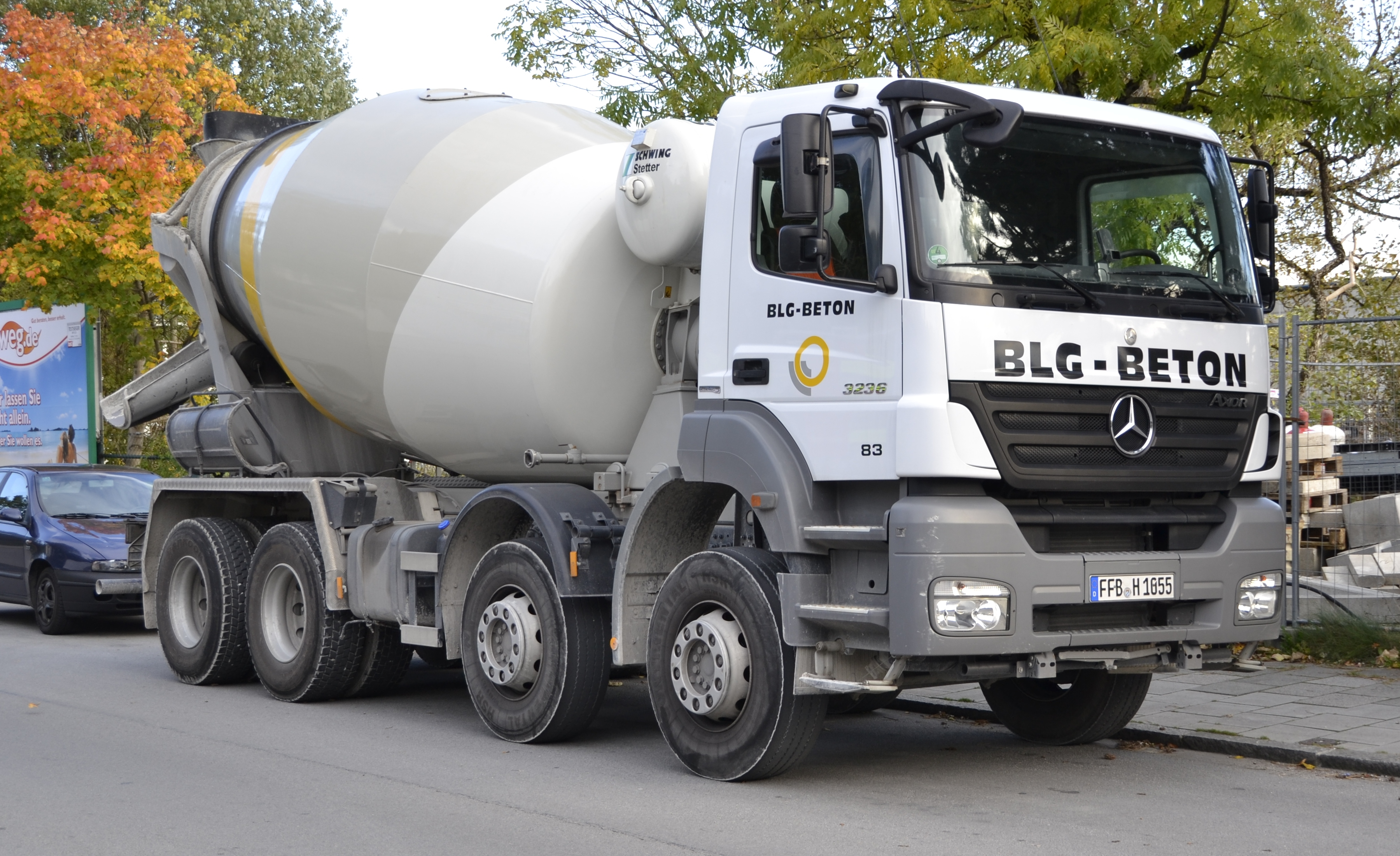
Бетонозмінувач Mercedes-Benz
Axor 3236 B 8x4 (2004-2011)

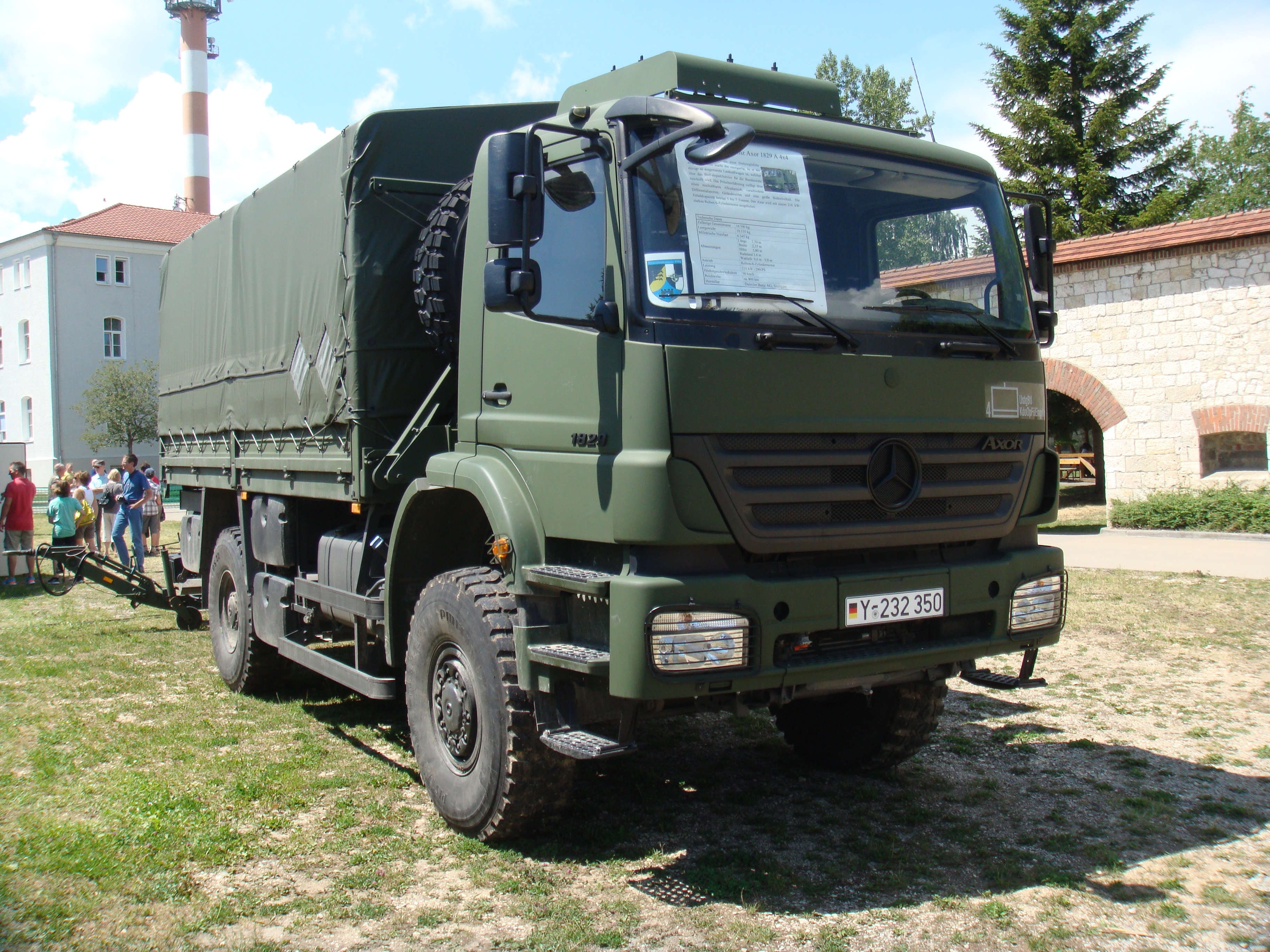
Військовий Mercedes-Benz Axor 1829 A

Перше покоління вантажівок Axor (BM940-944) комплектувалися виключно новими 6-ти циліндровими рядними двигунами OM457LA об'ємом 11967 cm³ з розрізненими головками блоку та насосними секціями UnitPump (UPS/PLD) і трьома варіантами потужності 354 к.с., 401 к.с. та 428 к.с., коробками передач 9-ти ступінчастими G211-9, та 16-ти ступінчастими G210-16, G211-16, G240-16 з механічним або електронно-пневматичним перемиканням передач EPS (Electronic Power Shift), а також широким асортиментом вантажних кузовів (тент, меблеві та промтоварні фургони, ізотермічні фургони та рефрижератори), що дозволяє їм виконувати різні завдання. Уніфіковане з Actros шасі мало таку ж саму конструкцію підвіски та гальмівної системи.
У 2004 році сімейство Axor оновили, також до нього приєднали великотонажні версії 18 - 26 т, вилучені з гами Atego, та за моделями на шасі BM940-944 залишили комплектацію двигунами OM457LA, а моделі на шасі BM950.5/6-954.5 перекочували зі своїми знайомими меншими двигунами OM906LA об'ємом 6374 cm³ та OM926LA об'ємом 7201 cm³. Модифікації Axor (BM940-944) з двигунами OM457LA отримали нові механічні 12-ти ступінчасті коробки передач G211-12KL, G281-12KL, G330-12KL, а модифікації Axor (BM950.5/6-954.5) з двигунами OM906LA/OM926LA вже відомі по Atego механічні коробки G85-6, G131-9 з перемиканням в механічному виконанні, гідравлічному HPS (Hydraulic Power Shift) та автоматичному AGS (Automated Gear Shifting або Automatische Gangsteuerung) та класичні автоматичні КПП типу MD3060 виробництва фірми Allison. 
У 2010 році одночасно з Atego, оновився і бюджетний тягач Axor, який зовні став ще більше схожий на свого старшого брата Actros. У третього покоління Axor КПП PowerShift входить в стандартну базову комплектацію, правда тільки на внутрішньому ринку Німеччини. Забарвлення нової решітки в колір кузова - теж за додаткову плату. Деякі зміни є в інтер'єрі нових вантажівок - це мультифункціональний кермо з управлінням аудіосистемою і бортовим комп'ютером, такий же, як і у Actros; джойстик КПП розташований на відкидний консолі, як і у Actros; циферблати щитка приладів облямовані хромованими обідками, як і у Actros. Навіть ключ запалювання у Axor виконаний в "стилі Actros". Сидіння у Axor III також абсолютно нові, з високими спинками і вбудованими підголівниками.

## Двигуни

### 2001-2004
Рядні шестициліндрові OM 906 LA:
- Axor x23: 6374 см3 | 170 кВт (231 к.с.) | 810 Нм при 1200-1600 об/хв
- Axor x28: 6374 см3 | 205 кВт (279 к.с.) | 1100 Нм при 1200-1600 об/хв

Рядні шестициліндрові OM 926 LA:
- Axor x33: 7210 см3 | 240 кВт (326 к.с.) | 1300 Нм при 1200-1600 об/хв

Рядні шестициліндрові OM 457 LA:
- Axor xx36: 11,946 см3 | 265 кВт (360 к.с.) | 1850 Нм при 1100 об/хв
- Axor xx40: 11,946 см3 | 295 кВт (401 к.с.) | 2000 Нм при 1100 об/хв
- Axor xx43: 11,946 см3 | 315 кВт (428 к.с.) | 2100 Нм при 1100 об/хв

### 2004-2013
Для моделі 2006 року розроблені двигуни від Atego які відповідають нормам Euro 4/5, які отримали уже відомі технології BlueTec від Actros. Нові двигуни є наступні: 
Нові шестициліндрові двигуни OM 906 LA:
- Atego x24: 6374 см3 | 175 кВт (238 к.с.) при 2200 об/хв | 850 Нм при 1200-1600 об/хв (замінений Axor xx23)
- Atego x26: 6374 см3 | 188 кВт (256 к.с.) при 2200 об/хв | 970 Нм при 1200-1600 об/хв (новий)
- Atego x29: 6374 см3 | 210 кВт (286 к.с.) при 2200 об/хв | 1120 Нм при 1200-1600 об/хв (змінений Axor xx28)